# Preonzo
Preonzo es una localidad ubicada en la comuna suiza de Bellinzona, en el cantón del Tesino.
Fue una comuna independiente hasta el 2 de abril de 2017.